# Solstice de juin
 (février 2025).
Si vous disposez d'ouvrages ou d'articles de référence ou si vous connaissez des sites web de qualité traitant du thème abordé ici, merci de compléter l'article en donnant les références utiles à sa vérifiabilité et en les liant à la section « Notes et références ».
| Année | Équinoxe de mars | Équinoxe de mars | Solstice de juin | Solstice de juin | Équinoxe de sept. | Équinoxe de sept. | Solstice de déc. | Solstice de déc. |
| Année | jour             | heure            | jour             | heure            | jour              | heure             | jour             | heure            |
| ----- | ---------------- | ---------------- | ---------------- | ---------------- | ----------------- | ----------------- | ---------------- | ---------------- |
| 2001  | 20               | 13:30:44         | 21               | 07:37:45         | 22                | 23:04:30          | 21               | 19:21:31         |
| 2002  | 20               | 19:16:10         | 21               | 13:24:26         | 23                | 04:55:25          | 22               | 01:14:23         |
| 2003  | 21               | 00:59:47         | 21               | 19:10:29         | 23                | 10:46:50          | 22               | 07:03:50         |
| 2004  | 20               | 06:48:39         | 21               | 00:56:54         | 22                | 16:29:51          | 21               | 12:41:38         |
| 2005  | 20               | 12:33:26         | 21               | 06:46:09         | 22                | 22:23:11          | 21               | 18:34:58         |
| 2006  | 20               | 18:25:35         | 21               | 12:25:52         | 23                | 04:03:23          | 22               | 00:22:07         |
| 2007  | 21               | 00:07:26         | 21               | 18:06:27         | 23                | 09:51:15          | 22               | 06:07:50         |
| 2008  | 20               | 05:48:19         | 20               | 23:59:23         | 22                | 15:44:30          | 21               | 12:03:47         |
| 2009  | 20               | 11:43:39         | 21               | 05:45:32         | 22                | 21:18:36          | 21               | 17:46:48         |
| 2010  | 20               | 17:32:13         | 21               | 11:28:25         | 23                | 03:09:02          | 21               | 23:38:28         |
| 2011  | 20               | 23:20:44         | 21               | 17:16:30         | 23                | 09:04:38          | 22               | 05:30:03         |
| 2012  | 20               | 05:14:25         | 20               | 23:08:49         | 22                | 14:48:59          | 21               | 11:11:37         |
| 2013  | 20               | 11:01:55         | 21               | 05:03:57         | 22                | 20:44:08          | 21               | 17:11:00         |
| 2014  | 20               | 16:57:05         | 21               | 10:51:14         | 23                | 02:29:05          | 21               | 23:03:01         |
| 2015  | 20               | 22:45:09         | 21               | 16:37:55         | 23                | 08:20:33          | 22               | 04:47:57         |
| 2016  | 20               | 04:30:11         | 20               | 22:34:11         | 22                | 14:21:07          | 21               | 10:44:10         |
| 2017  | 20               | 10:28:38         | 21               | 04:24:09         | 22                | 20:01:48          | 21               | 16:27:57         |
| 2018  | 20               | 16:15:27         | 21               | 10:07:18         | 23                | 01:54:05          | 21               | 22:22:44         |
| 2019  | 20               | 21:58:25         | 21               | 15:54:14         | 23                | 07:50:10          | 22               | 04:19:25         |
| 2020  | 20               | 03:49:36         | 20               | 21:43:40         | 22                | 13:30:38          | 21               | 10:02:19         |
| 2021  | 20               | 09:37:27         | 21               | 03:32:08         | 22                | 19:21:03          | 21               | 15:59:16         |
| 2022  | 20               | 15:33:23         | 21               | 09:13:49         | 23                | 01:03:40          | 21               | 21:48:10         |
| 2023  | 20               | 21:24:24         | 21               | 14:57:47         | 23                | 06:49:56          | 22               | 03:27:19         |
| 2024  | 20               | 03:06:21         | 20               | 20:50:56         | 22                | 12:43:36          | 21               | 09:20:30         |
| 2025  | 20               | 09:01:25         | 21               | 02:42:11         | 22                | 18:19:16          | 21               | 15:03:01         |
| 2026  | 20               | 14:45:57         | 21               | 08:24:30         | 23                | 00:05:13          | 21               | 20:50:14         |
| 2027  | 20               | 20:24:41         | 21               | 14:10:50         | 23                | 06:01:43          | 22               | 02:42:10         |
| 2028  | 20               | 02:17:08         | 20               | 20:02:00         | 22                | 11:45:18          | 21               | 08:19:40         |
| 2029  | 20               | 08:01:59         | 21               | 01:48:18         | 22                | 17:38:30          | 21               | 14:14:06         |
| 2030  | 20               | 13:52:06         | 21               | 07:31:19         | 22                | 23:26:53          | 21               | 20:09:38         |

Le solstice de juin est le solstice sur Terre qui se produit chaque année entre le 20 et le 22 juin selon le calendrier grégorien. Dans l'hémisphère nord, le solstice de juin est le solstice d'été (le jour avec la période de clarté la plus longue), tandis que dans l'hémisphère sud, c'est le solstice d'hiver (le jour avec la période de clarté la plus courte).
Il est également connu sous le nom de solstice boréal, car le Soleil est alors au zénith du tropique du Cancer.

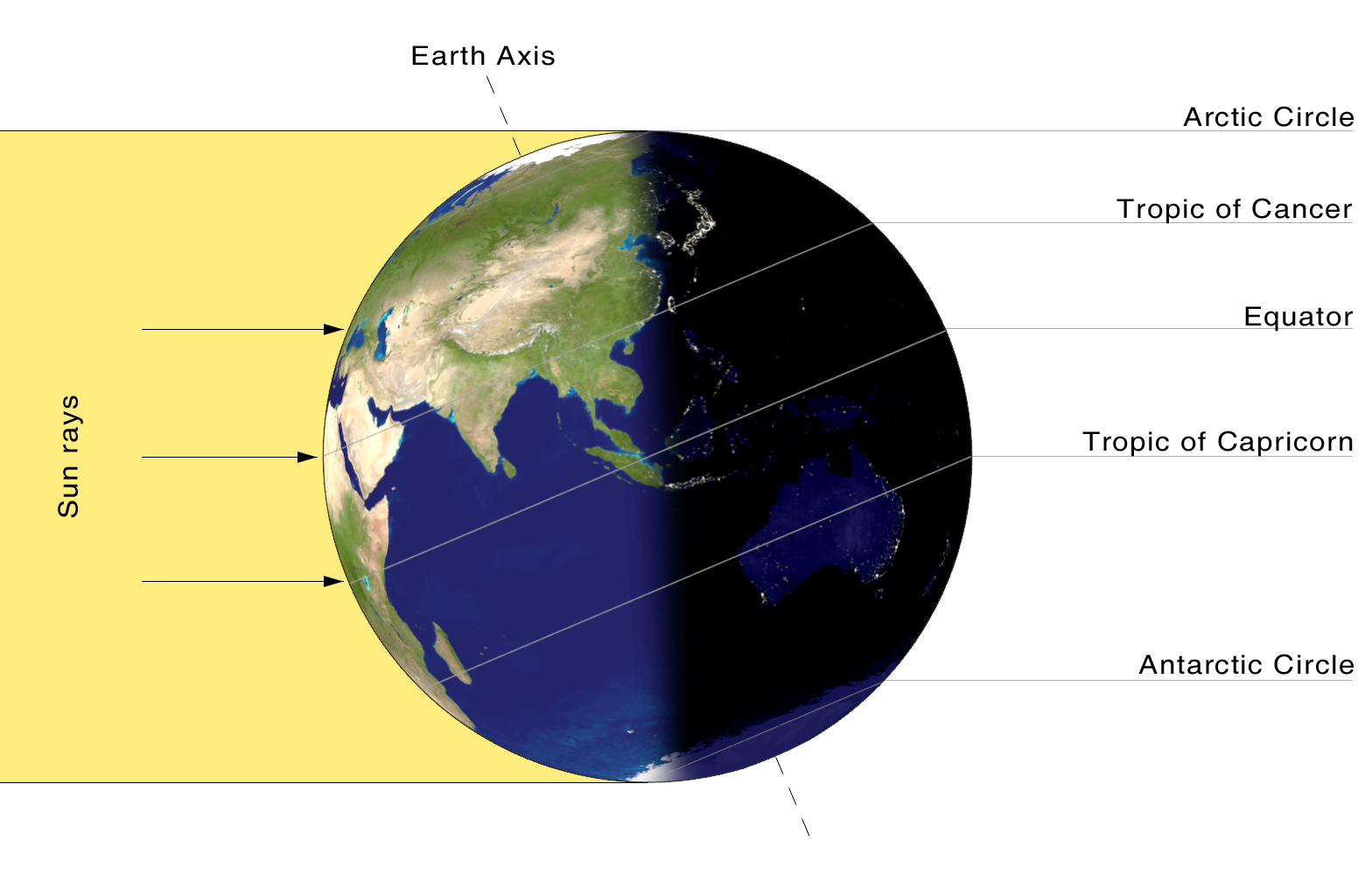
Illumination de la Terre par le Soleil le jour du solstice de juin.

## Année solaire
L'année solaire du solstice de juin est l'année solaire basée spécifiquement sur ce solstice. Il s'agit donc de la durée moyennée entre les solstices de juin qui se suivent.

## Durées du jour lors du solstice de juin
Les tableaux suivants contiennent des informations sur la durée du jour du 20 juin 2016, proche du solstice d'été de l'hémisphère nord et du solstice d'hiver de l'hémisphère sud. Les données ont été collectées sur le site Internet de l'Institut météorologique finlandais ainsi que sur certains autres sites Internet,,,,,,,,,,.
Les données sont classées par aires géographiques et, dans ces tableaux, du jour le plus long au jour le plus court. Les évènements qui surviennent le lendemain (au 21 juin) sont marquées par +.
| Fennoscandie et les Pays baltes |                              |                                |               |
| Ville                           | Lever du soleil 20 juin 2016 | Coucher du soleil 20 juin 2016 | Durée du jour |
| Mourmansk                       | —                            | —                              | 24 h          |
| Apatity                         | —                            | —                              | 24 h          |
| Bodø                            | —                            | —                              | 24 h          |
| Rovaniemi                       | —                            | —                              | 24 h          |
| Luleå                           | 1:00                         | 0:05+                          | 23 h 04 min   |
| Arkhangelsk                     | 1:34                         | 23:04                          | 21 h 30 min   |
| Reykjavík                       | 2:55                         | 0:03+                          | 21 h 08 min   |
| Trondheim                       | 3:02                         | 23:37                          | 20 h 35 min   |
| Tórshavn                        | 3:36                         | 23:21                          | 19 h 45 min   |
| Petrozavodsk                    | 2:55                         | 22:33                          | 19 h 38 min   |
| Helsinki                        | 3:54                         | 22:49                          | 18 h 55 min   |
| Saint Pétersbourg               | 3:35                         | 22:25                          | 18 h 50 min   |
| Oslo                            | 3:53                         | 22:43                          | 18 h 49 min   |
| Tallinn                         | 4:03                         | 22:42                          | 18 h 39 min   |
| Stockholm                       | 3:30                         | 22:07                          | 18 h 37 min   |
| Riga                            | 4:29                         | 22:21                          | 17 h 52 min   |
| Copenhague                      | 4:25                         | 21:57                          | 17 h 32 min   |
| Vilnius                         | 4:41                         | 21:59                          | 17 h 17 min   |

| Europe     |                              |                                |               |
| Ville      | Lever du soleil 20 juin 2016 | Coucher du soleil 20 juin 2016 | Durée du jour |
| Edinbourgh | 4:26                         | 22:02                          | 17 h 36 min   |
| Moscou     | 3:44                         | 21:17                          | 17 h 33 min   |
| Berlin     | 4:43                         | 21:33                          | 16 h 49 min   |
| Varsovie   | 4:14                         | 21:00                          | 16 h 46 min   |
| Londres    | 4:43                         | 21:21                          | 16 h 38 min   |
| Kyiv       | 4:46                         | 21:12                          | 16 h 26 min   |
| Paris      | 5:46                         | 21:57                          | 16 h 10 min   |
| Vienne     | 4:53                         | 20:58                          | 16 h 04 min   |
| Budapest   | 4:46                         | 20:44                          | 15 h 58 min   |
| Zürich     | 5:29                         | 21:25                          | 15 h 56 min   |
| Rome       | 5:34                         | 20:48                          | 15 h 13 min   |
| Madrid     | 6:44                         | 21:48                          | 15 h 03 min   |
| Lisbonne   | 6:11                         | 21:04                          | 14 h 52 min   |
| Athènes    | 6:02                         | 20:50                          | 14 h 48 min   |

| Afrique       |                              |                                |               |
| Ville         | Lever du soleil 20 juin 2016 | Coucher du soleil 20 juin 2016 | Durée du jour |
| Le Caire      | 4:54                         | 18:59                          | 14 h 04 min   |
| Tenerife      | 7:08                         | 21:05                          | 13 h 57 min   |
| Dakar         | 6:41                         | 19:41                          | 12 h 59 min   |
| Addis-Abeba   | 6:07                         | 18:46                          | 12 h 38 min   |
| Nairobi       | 6:32                         | 18:35                          | 12 h 02 min   |
| Kinshasa      | 6:04                         | 17:56                          | 11 h 52 min   |
| Dar es Salam  | 6:32                         | 18:16                          | 11 h 43 min   |
| Luanda        | 6:20                         | 17:56                          | 11 h 36 min   |
| Jamestown     | 6:49                         | 17:59                          | 11 h 10 min   |
| Antananarivo  | 6:21                         | 17:21                          | 10 h 59 min   |
| Windhoek      | 6:30                         | 17:15                          | 10 h 44 min   |
| Johannesbourg | 6:54                         | 17:24                          | 10 h 29 min   |
| Le Cap        | 7:51                         | 17:44                          | 9 h 53 min    |

| Moyen-Orient |                              |                                |               |
| Ville        | Lever du soleil 20 juin 2016 | Coucher de soleil 20 juin 2016 | Durée du jour |
| Téhéran      | 5:48                         | 20:23                          | 14 h 34 min   |
| Beyrouth     | 5:27                         | 19:52                          | 14 h 24 min   |
| Bagdad       | 4:53                         | 19:14                          | 14 h 21 min   |
| Jérusalem    | 5:33                         | 19:47                          | 14 h 13 min   |
| Manama       | 4:45                         | 18:32                          | 13 h 46 min   |
| Doha         | 4:44                         | 18:26                          | 13 h 42 min   |
| Doubaï       | 5:29                         | 19:11                          | 13 h 42 min   |
| Riyad        | 5:04                         | 18:44                          | 13 h 39 min   |
| Mascate      | 5:19                         | 18:55                          | 13 h 35 min   |
| Sanaa        | 5:33                         | 18:35                          | 13 h 02 min   |

| Amériques        |                              |                                |               |
| Ville            | Lever du soleil 20 juin 2016 | Coucher du soleil 20 juin 2016 | Durée du jour |
| Inuvik           | —                            | —                              | 24 h          |
| Fairbanks        | 2:57                         | 0:47+                          | 21 h 49 min   |
| Nuuk             | 2:53                         | 0:03+                          | 21 h 09 min   |
| Iqaluit          | 2:11                         | 23:00                          | 20 h 49 min   |
| Anchorage        | 4:20                         | 23:41                          | 19 h 21 min   |
| Kodiak           | 5:07                         | 23:14                          | 18 h 06 min   |
| Sitka            | 4:06                         | 22:00                          | 17 h 54 min   |
| Unalaska         | 6:34                         | 23:41                          | 17 h 06 min   |
| Edmonton         | 5:04                         | 22:07                          | 17 h 02 min   |
| Winnipeg         | 5:19                         | 21:40                          | 16 h 21 min   |
| Vancouver        | 5:06                         | 21:21                          | 16 h 14 min   |
| Seattle          | 5:11                         | 21:10                          | 15 h 59 min   |
| Ottawa           | 5:14                         | 20:54                          | 15 h 40 min   |
| Toronto          | 5:35                         | 21:02                          | 15 h 26 min   |
| New York         | 5:24                         | 20:30                          | 15 h 05 min   |
| Washington, D.C. | 5:42                         | 20:36                          | 14 h 53 min   |
| Los Angeles      | 5:42                         | 20:07                          | 14 h 25 min   |
| Miami            | 6:30                         | 20:14                          | 13 h 44 min   |
| La Havane        | 6:44                         | 20:17                          | 13 h 33 min   |
| Honolulu         | 5:50                         | 19:16                          | 13 h 25 min   |
| Mexico           | 6:59                         | 20:17                          | 13 h 18 min   |
| Kingston         | 5:32                         | 18:45                          | 13 h 13 min   |
| Bridgetown       | 5:33                         | 18:27                          | 12 h 54 min   |
| Managua          | 5:21                         | 18:11                          | 12 h 50 min   |
| Port-d'Espagne   | 5:45                         | 18:30                          | 12 h 45 min   |
| Georgetown       | 5:38                         | 18:09                          | 12 h 31 min   |
| Bogotá           | 5:46                         | 18:09                          | 12 h 23 min   |
| Quito            | 6:12                         | 18:19                          | 12 h 06 min   |
| Lima             | 6:27                         | 17:52                          | 11 h 24 min   |
| La Paz           | 6:59                         | 18:08                          | 11 h 08 min   |
| Rio de Janeiro   | 6:32                         | 17:16                          | 10 h 43 min   |
| São Paulo        | 6:47                         | 17:28                          | 10 h 40 min   |
| Porto Alegre     | 7:20                         | 17:32                          | 10 h 12 min   |
| Santiago         | 7:46                         | 17:42                          | 9 h 56 min    |
| Buenos Aires     | 8:00                         | 17:50                          | 9 h 49 min    |
| Ushuaïa          | 9:58                         | 17:11                          | 7 h 12 min    |

| Asie et Océanie           |                              |                                |               |
| Ville                     | Lever du soleil 20 juin 2016 | Coucher du soleil 20 juin 2016 | Durée du jour |
| Providenia                | 0:52                         | 22:16                          | 21 h 23 min   |
| Magadan                   | 3:37                         | 22:19                          | 18 h 41 min   |
| Petropavlovsk-Kamtchatski | 4:58                         | 21:55                          | 16 h 56 min   |
| Khabarovsk                | 4:57                         | 21:04                          | 16 h 07 min   |
| Oulan-Bator               | 5:52                         | 21:54                          | 16 h 01 min   |
| Vladivostok               | 5:32                         | 20:55                          | 15 h 22 min   |
| Pékin                     | 4:45                         | 19:46                          | 15 h 00 min   |
| Séoul                     | 5:11                         | 19:56                          | 14 h 46 min   |
| Tokyo                     | 4:25                         | 19:00                          | 14 h 34 min   |
| Shanghai                  | 4:50                         | 19:01                          | 14 h 10 min   |
| Lhassa                    | 6:55                         | 20:58                          | 14 h 03 min   |
| Delhi                     | 5:23                         | 19:21                          | 13 h 58 min   |
| Katmandou                 | 5:08                         | 19:02                          | 13 h 53 min   |
| Taipei                    | 5:04                         | 18:46                          | 13 h 41 min   |
| Hong Kong                 | 5:39                         | 19:09                          | 13 h 30 min   |
| Manille                   | 5:27                         | 18:27                          | 12 h 59 min   |
| Bangkok                   | 5:51                         | 18:47                          | 12 h 56 min   |
| Singapour                 | 7:00                         | 19:12                          | 12 h 11 min   |
| Jakarta                   | 6:01                         | 17:47                          | 11 h 45 min   |
| Darwin                    | 7:06                         | 18:29                          | 11 h 23 min   |
| Papeete                   | 6:27                         | 17:32                          | 11 h 04 min   |
| Sydney                    | 6:59                         | 16:53                          | 9 h 53 min    |
| Auckland                  | 7:33                         | 17:11                          | 9 h 37 min    |
| Melbourne                 | 7:35                         | 17:07                          | 9 h 32 min    |
| Dunedin                   | 8:19                         | 16:59                          | 8 h 39 min    |

#### Fêtes
- Fête de la musique
- Inti Raymi
- Kupala
- Midsummer
- Midwinter
- We Tripantu (en)
- World Humanist Day (en)